# Lak (stomatologia)
Lak, uszczelniacz (stomatologiczny, dentystyczny) – materiał do powlekania bruzd, szczelin i zagłębień w zębach. 
Lakuje się powierzchnie żujące i ślepe otwory w zębach trzonowych mlecznych i stałych, w zębach przedtrzonowych stałych, a także wgłębienia w górnych bocznych siekaczach stałych. Miejsca te, ze względu na budowę anatomiczną, sprzyjają zaleganiu resztek pokarmowych; są także bardzo trudne do oczyszczenia, szczególnie dla dzieci. Dzięki lakowaniu zapobiega się rozwojowi w nich próchnicy.